# Wendemark (Treuenbrietzen)
Die Wendemark war ein Dorf in der Nähe von Treuenbrietzen, einer Stadt im Landkreis Potsdam-Mittelmark im Land Brandenburg.

## Geografische Lage
Peter R. Rohrlach vermutet, dass die Feldmark vermutlich nördlich von Bardenitz, einem Ortsteil der Stadt Treuenbrietzen, gelegen haben muss. Sie könnte in einem Zusammenhang mit einem dort vorhandenen slawischen Burgwall stehen, der bei archäologischen Ausgrabungen nachgewiesen wurde.

## Geschichte
Der Ort erschien erstmals urkundlich in den Jahren 1283/1295 als „Dorf ohne Namen auf der Wendemark genannt“ und wurde als die Wenttmargke, que pertinet ad villam Bardendorp (die Wendemark, die zum Dorf Bardendorp gehört) bezeichnet, irrigerweise nicht in Zusammenhang mit Bardenitz. Im Jahr 1331 erschien mit ad fluvium, qui dicitur Lewenitz ein weiterer Hinweis auf ein Holz Lewenitz, das sich auf der Feldmark befunden haben soll. Ein gutes Jahrhundert später erschien das holz die lewenitz genant bey Claußdorff in dem felde Wendemargk gelegen. Im Jahr 1480 war die Gemarkung Wendemarck, noch eynen Busch Linewitz genant insgesamt 40 Hufen groß und wurde von den Bauern in Bardenitz genutzt. Jeder von ihnen besaß zwei wüste Hufen in Wendemark, der Pfarrer sowie der Krüger jeweils eine Hufe. Dieser Besitz erschien erneut im Jahr 1568. Der Dorfschulze sowie die 18 Zweihufner und ein Kossät besaßen je zwei wüste Hufen auf der Wendemark. Auffällig ist, dass zwar der Krüger noch eine Hufe besaß, der Pfarrer jedoch nicht mehr aufgeführt wurde. Ob die Bauern dort je nennenswerte Erträge erzielen konnten, ist bislang nicht überliefert. Spätestens nach dem Dreißigjährigen Krieg, bei dem Bardenitz zur Hälfte zerstört wurde, hieß es über die Fläche, die „40 Hufen auf der Wendemark taugen nichts und sind lauter Sand, enthalten bei Bardenitz“. Dennoch war die Fläche 1748 und 1858 im Besitz der Bauern von Bardenitz. Anschließend ging sie endgültig in der Feldmark von Bardenitz auf und wurde nicht mehr besiedelt.